# Geoffrey Muller
Geoffrey Muller auch Geoff Muller (* 30. November 1916; † 2. April 1994 in Surrey) war ein britischer Filmeditor und Filmregisseur.

## Leben
Geoffrey Muller verdiente sich seine ersten Sporen als Schnittassistent bei Produktionen wie Mr. Emmanuel (1944) von Regisseur Harold French oder Ausgestoßen (1947) von Sir Carol Reed.
Ab 1951 kam er dann für das Britische Kino bei zahlreichen Produktionen als Editor zum Einsatz, oftmals für Dramen, Action-, Kriminal- oder Horrorfilme. Unter anderem arbeitete er für Regisseure wie Jeffrey Dell, Michael McCarthy, Vernon Sewell, Charles Crichton, Richard Vernon, Wolf Rilla, Alec C. Snowden, Peter Maxwell oder Arthur Crabtree. Am häufigsten war er aber Partner für die beiden Regisseure Ken Hughes und Montgomery Tully. Seit 1963 und den beiden Folgen für die Serie The Edgar Wallace Mystery Theatre arbeitete er auch für das Fernsehen.
1959 inszenierte er mit The Witness seinen ersten eigenen Spielfilm. Noch im gleichen Jahr sowie 1960 folgten je ein Kurzfilm.
Geoffrey Muller starb 1994 im Alter von 77 Jahren.

## Filmografie (Auswahl)
- 1951: Der Mann in Schwarz (The Dark Man)
- 1952: Ein Kind war Zeuge (Hunted)
- 1953: Der Vampyr von Soho (Street of Shadows)
- 1953: Mörder unter weißer Maske (Counterspy)
- 1955: Das Geheimnis des roten Affen (Little Red Monkey)
- 1955: In den Schlingen von Scotland Yard (Confession)
- 1955: Sieben Sekunden zu spät (Timeslip)
- 1957: Banken, Bonzen und Banditen (The Counterfeit Plan)
- 1957: Der Mann im Schatten (Man in the Shadow)
- 1958: Mit 1000 Volt in den Tod (Escapement)
- 1959: Das schwarze Museum (Horrors of the Black Museum)
- 1960, 1963: Edgar Wallace Mysteries (Filmreihe)
  - 1960: Urge to Kill
  - 1963: Accidental Death